# Vittorino, Vittore, Niceforo, Claudio, Diodoro, Serapione e Papia
Vittorino, Vittore, Niceforo, Claudio, Diodoro, Serapione e Papia (fl. III secolo) furono dei santi greci, morti martiri all'epoca dell'imperatore Decio (249-251).

## Agiografia
Di questi martiri, morti a Corinto durante la persecuzione contro i cristiani all'epoca dell'imperatore Decio a metà del III secolo, ne parlano gli antichi sinassari bizantini. Inoltre esistono due passiones, una in lingua siriaca e l'altra in latino.
Arrestati e portati a giudizio di fronte al proconsole Terzo, subirono il martirio con diversi supplizi: a Vittorino fu strappato l'occhio destro e amputati mani e piedi, e infine gettato in un mortaio; a Vittore fu strappata la lingua e poi ucciso, come pure Niceforo; Claudio, dopo l'amputazione degli arti, fu impiccato; Diodoro venne messo al rogo, mentre Serapione decapitato; infine Papia, dopo l'amputazione di mani e piedi, finì in mare con una macina al collo.
Secondo la passio latina, questi martiri, pur originari di Corinto, avrebbero subito il martirio a Alessandria d'Egitto durante l'impero di Numeriano (283-284); queste medesime indicazioni si trovano nel martirologio geronimiano.

## Culto
La memoria di questi santi è antichissima, già menzionata nel martirologio geronimiano nel V secolo; i santi sono commemorati in date diverse: 24 e 28 febbraio, 6 marzo e 27 aprile. I martirologi altomedievali hanno preso le loro informazioni dalla versione in latino della passione dei santi, introducendo la loro memoria al 25 febbraio e facendoli martiri di Alessandria in Egitto.
Nel XVI secolo Cesare Baronio introdusse nel martirologio romano la stessa commemorazione, ad Alessandria all'epoca di Numeriano, alla medesima data.
In seguito alla revisione del martirologio romano, operata dopo il Concilio Vaticano II, la commemorazione di questo gruppo di martiri è stata spostata al 31 gennaio. Inoltre, il loro martirio è stato spostato a Corinto sotto Decio, come indicato negli antichi sinassari bizantini:
(Martirologio Romano. Riformato a norma dei decreti del Concilio ecumenico Vaticano II e promulgato da papa Giovanni Paolo II, Città del Vaticano, 2004, p. 169)